# سرخرگ بین استخوانی مشترک
شریان بین استخوانی مشترک ، با طول حدود 1 سانتی متر، بلافاصله زیر برجستگی رادیال استخوان اولنا از شریان اولنار جدا می شود .
پس از عبور از مرز فوقانی غشای بین استخوانی ، به دو شاخه تقسیم می شود، شریان های بین استخوانی قدامی و بین استخوانی خلفی .

## تصاویر اضافی

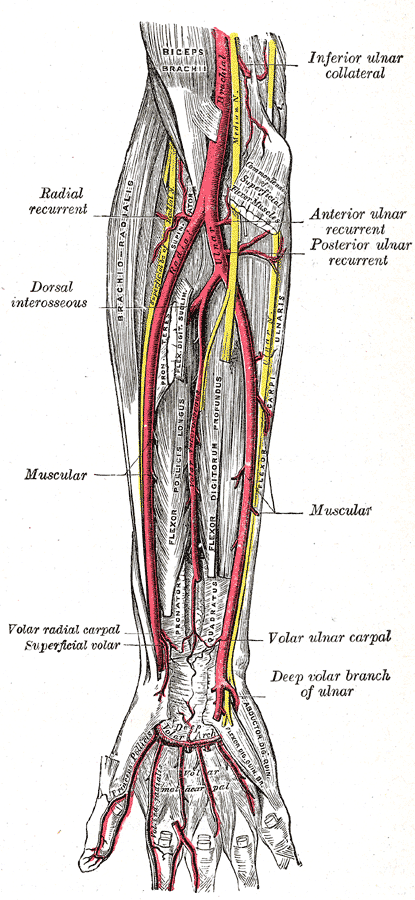
شریان اولنار و رادیال. نمای عمقی
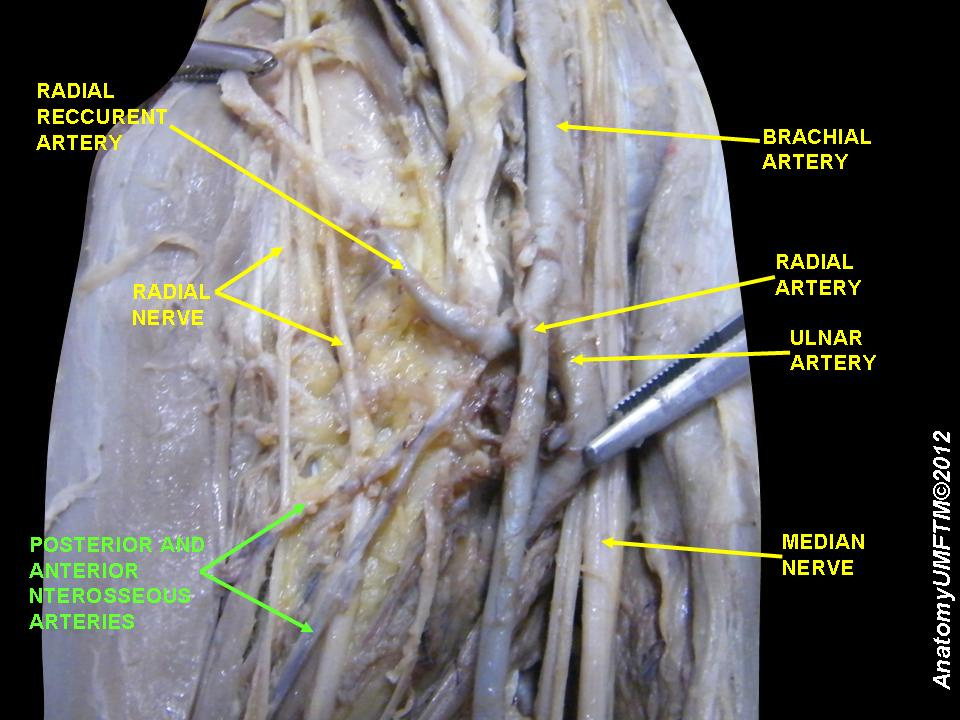
شریان بین استخوانی قدامی و خلفی
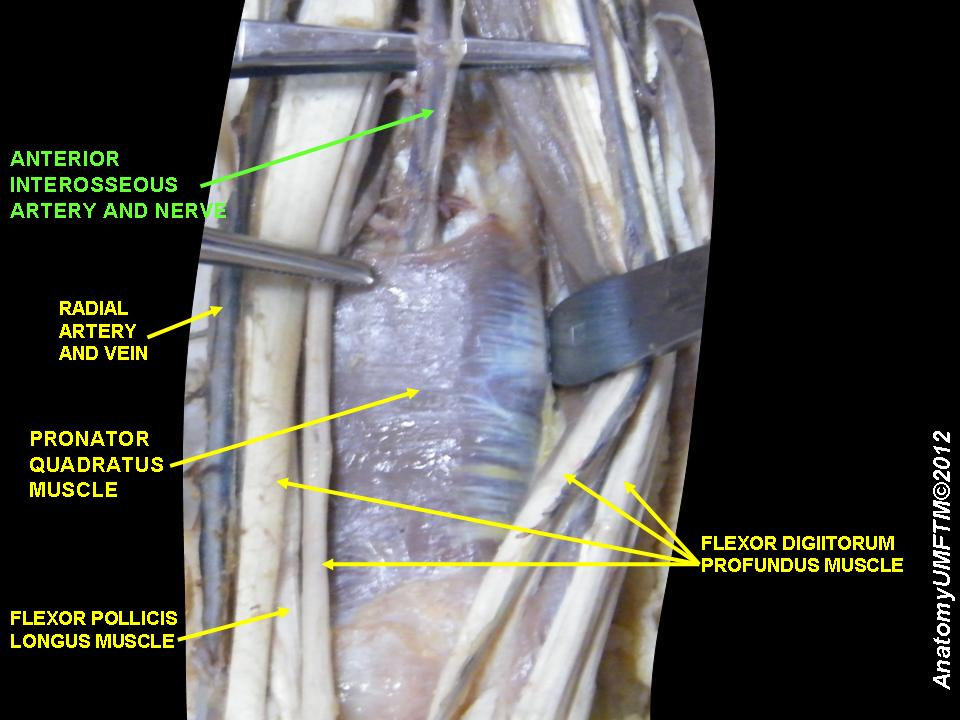
شریان و عصب بین استخوانی قدامی

## لینک های خارجی
- lesson4artofforearm در درسنامهٔ کالبدشناسی نوشتهٔ وسلی نورمن (دانشگاه جرج‌تاون)